# Dave (Lost)
 "Dave" omdirigeres hertil. For filmen af samme navn, se Dave (film).
"Dave" er det 42. afsnit af tv-serien Lost. Episoden blev instrueret af Jack Bender og skrevet af Edward Kitsis & Adam Horowitz. Det blev første gang udsendt 5. april 2006, og karakteren Hugo "Hurley" Reyes vises i afsnittets flashbacks.

## Handling
Libby hjælper Hurley, da han tror øen har en mærkelig effekt på ham, og Lockes teori om det er skæbnen vakler når han får ny information fra den nye luge.